# Hemirrhaphes
Hemirrhaphes là một chi bọ cánh cứng trong họ 
Elateridae.
Chi này được miêu tả khoa học năm 1878 bởi Candèze.

## Các loài
Các loài trong chi này gồm:
- Hemirrhaphes brevis Candèze
- Hemirrhaphes candezei Fleutiaux, 1916
- Hemirrhaphes cruciatus Fleutiaux, 1916
- Hemirrhaphes madagascariensis (Fleutiaux)
- Hemirrhaphes nigriceps (Candèze, 1880)
- Hemirrhaphes notabilis (Candèze, 1878)
- Hemirrhaphes notabilis Candèze, 1878
- Hemirrhaphes pallidus Candèze, 1897